# Säkerhetsskåp

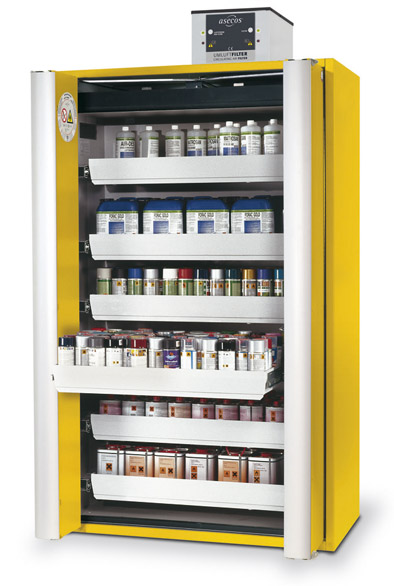
Säkerhetsskåp för farliga ämnen, utrustat med cirkulationsluftsfiltertillsats

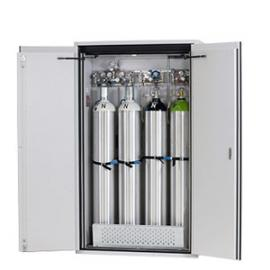
Säkerhetsskåp för komprimerade gasflaskor

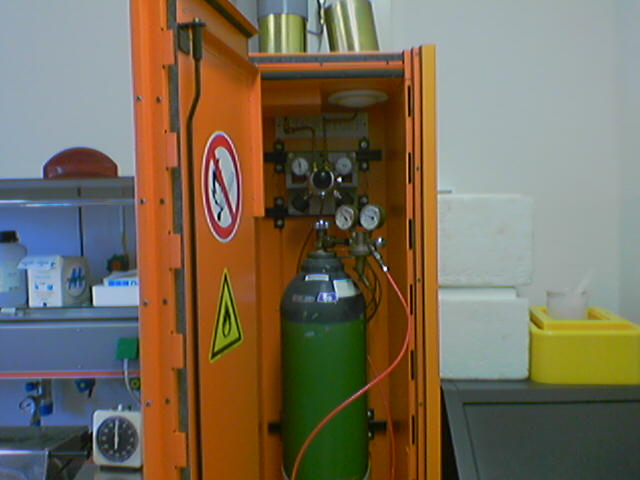
Skåp för gasflaskor

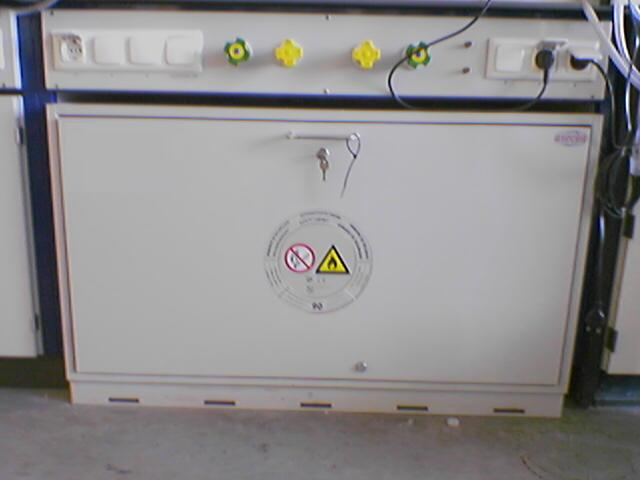
Underbench-skåp för farliga ämnen

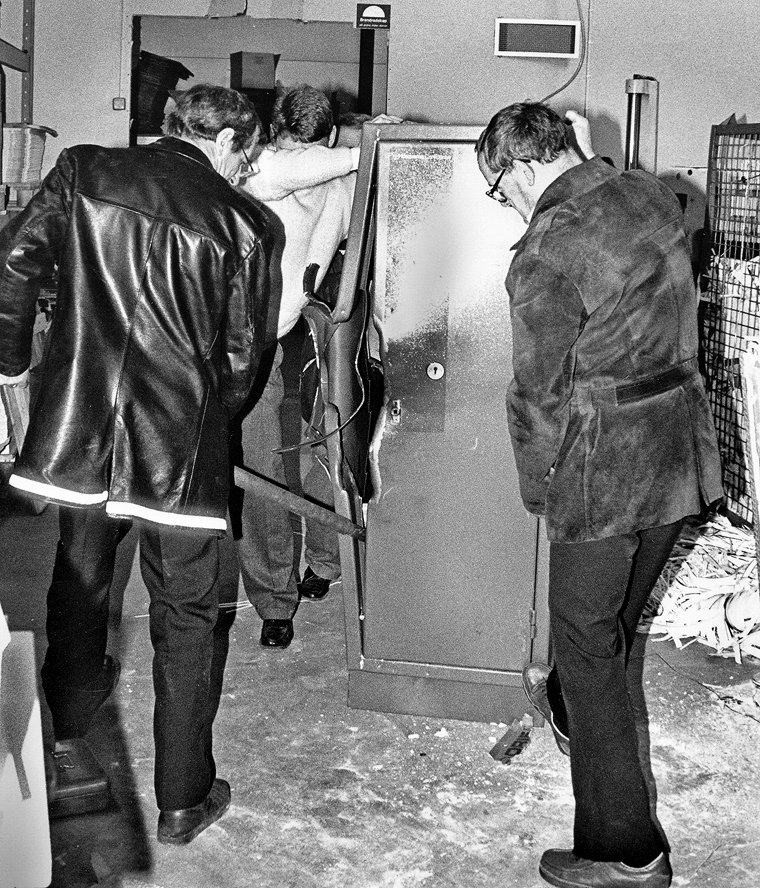
En polistekniker försöker bända upp ett värdeskåp efter en misslyckad sprängkupp i Malmö 1986.

Ett säkerhetsskåp även kallat brandskyddsskåp används för säker förvaring av brännbara kemikalier eller komprimerade gasflaskor. Det är avsett att förhindra att de ämnen som lagras i skåpet främjar brandspridning eller orsakar explosion i händelse av brand. Tillämpningsområdena och användarna är av varierande slag: industri, laboratorium, hantverk, universitet, sjukhus, offentliga organisationer som arbetar med farliga ämnen, skyddsingenjörer, skyddsombud, etc. Med andra ord alla ställen och byggnader där farliga ämnen och brännbara vätskor används.

## Konstruktion
Konstruktionen och testning av brandskyddsskåp regleras av de europeiska standarderna EN 14470-1 (skåp för lagring av brandfarliga vätskor) och EN 14470-2 (skåp för lagring och tömning av komprimerade gasflaskor).
Säkerhetsskåp består vanligtvis av följande beståndsdelar: inre stomme (trä eller metall), skyddsisolering, automatiskt slutande ventiler (från- och tilluft), automatisk stängningsmekanism för dörrar i händelse av brand (gäller inte gascylinderskåp), samt av brandtäta dörrar och i vissa fall även av en jordningskoppling.
I säkerhetsskåp för brännbara ämnen finns vanligtvis hyllor eller utdragbara lådor och ett förvaringsgolv där kemikalierna förvaras. För att förhindra farliga spill och läckor är säkerhetsskåp utrustade med ett uppsamlingskar i botten.
Säkerhetsskåp för gasflaskor är avsedda för säker förvaring av komprimerade gascylindrar. För att avlägsna gaserna borras gångar in i skåpen vid förutbestämda punkter, genom vilka metallledningar läggs. Dessa rörkanaler måste sedan tätas för att uppnå ett tillräckligt brandskydd. De flesta skåpmodeller är utrustade med en ramp som kan sättas in eller vikas ut ur skåpdörren, så att skyddstätningarna inte skadas i den dagliga användningen av skåpet.
Skåpmodeller för gasflaskor finns i olika bredder, höjder och brandskyddsklasser, samt med olika dörr- och låssystem:
- Bredder (i cm): 60, 90, 120, 140
- Höjd: Höga skåp (t.ex. ca. 200 cm) eller underbench -skåp som finns att få i olika höjder
- Brandskyddsklasser: F15, F30, F60, F90 eller G15, G30, G60, G90=brandskydd i minuter
- Dörr- och låssystem: Vanliga dörrar eller vikdörrar, tillgängliga även med sensorstyrd och helautomatisk dörröppning/-stängning. Underbench -skåp även med utdragbara dörrar (på skenor).

## Användning
Det rekommenderas att ansluta säkerhetsskåp till ett permanent frånluftssystem. Om ett säkerhetsskåp inte är anslutet till ett tekniskt frånluftssystem ska ett visst område framför och runt skåpet betraktas som ett explosionsbenäget område i zon 2. Om säkerhetsskåpet är anslutet till en 24/7 operativ teknisk frånluftsanordning är det farliga området begränsat till skåpets insida. För att förhindra skador på skåpet på grund av korrosion får inga syror eller alkalier förvaras i denna typ av skåp. Det finns speciella korrosionsbeständiga skåp avsedda för dessa ämnen (se: TRbF tillägg L: Förvaringsutrymmen i arbetsrum (säkerhetsskåp)/ Punkterna 4.1 och 4.2 och BGR 104 2.2.8).
Om anslutning till ett frånluftssystem inte är möjlig, kan ett separat, cirkulerande luftfiltertillbehör kopplas till skåpet. Denna anordning filtrerar skåpets frånluft genom ett aktivt kolfilter varefter den renade luften återförs till arbetsområdet.

## Funktion
I händelse av brand och när omgivningens temperatur når ca 50 °C, stängs dörrarna till säkerhetsskåpet automatiskt. Denna process styrs vanligtvis av bimetalliska avtryckare eller lödda länkar. När den omgivande temperaturen ligger kring 160 °C sväller brandskyddstätningarna upp och därmed tätas fogarna på dörrarna. Skåpets från- och tilluftsventiler stänger sig vid ca. 70 °C. Som ett resultat av allt detta är skåpet nu hermetiskt stängt.
För ytterligare säkerhet finns säkerhetsskåp utrustade med automatisk dörrstängning i den dagliga användningen;. efter ett på förhand definierat tidsintervall (t.ex. 30 sekunder) stängs skåpet automatiskt och därmed minimeras risken för att farliga ämnen skall läcka ut.
Det finns i allmänhet ingen dylik automatisk dörrstängning i säkerhetsskåp för komprimerade gascylindrar, eftersom dörrarna till dessa skåp alltid bör stängas under användning (direkt efter insättning eller uttag).

## Säkerhetskapacitet
Säkerhetsskåpet förhindrar i enlighet med sin brandskyddsklass de förvarade ämnenas uppvärmning inom en specifik tidsram. För komprimerade gascylinderskåp är den tillåtna uppvärmningen 50 grader; i exempelvis ett 30 minuters EN -klassat skåp överstigs detta kritiska värde inuti skåpet inte förrän tidigast efter en halvtimme. För brandfarliga vätskor och fasta ämnen är motsvarande gräns 180 grader. Detta testas i specifika brandkammare för väggtester med så kallad ETK (enhetstemperaturtidskurva), där hela skåpet måste utsättas för en identisk temperaturhöjning i enlighet med EN-standarden.

## Testning & service
Enligt avsnitten 3 och 10 i industrisäkerhetsförordningen och DIN EN 14470 måste säkerhetsskåp kontrolleras regelbundet av en kvalificerad person.
Testens omfattning:
- Brandskyddsventilernas skick
- Brandskyddsisoleringens skick
- Brandskyddstätningars skick
- Gångjärnens skick
- Dörrstängningens funktionalitet
- Dörrlåsets funktion
- Stommens tillstånd (korrosion)
- Efterföljandet av de farliga områdena
- Mätning av frånluftsflöde (vid teknisk ventilation)

## Topputveckling
I nutida lagring av brandfarliga vätskor i säkerhetsskåp görs en skillnad mellan passiv lagring (stängda behållare) och aktiv lagring (öppna behållare eller påfyllningsprocesser i skåpet).
När det gäller aktiva säkerhetsskåp finns ytterligare försiktighetsåtgärder att tillgå, exempelvis obligatorisk ventilation eller en elektriskt ledande pulverbeläggning av skåpets samtliga metallkomponenter.
De första säkerhetsskåpen gav endast ett 20 minuters brandskydd (på 1970-talet). Genom att använda kalcinerande material (istället för traditionell stenullisolering) kan brandskyddet idag förlängas upp till 90 minuter.
Samtidigt har det blivit möjligt att drastiskt minska på väggtjockleken (särskilt dörrtjockleken). Detta i sin tur har gjort det möjligt att använda exempelvis ihopfällbara dörrar istället för de vanliga roterande dörrarna.